# 中滑川駅
中滑川駅（なかなめりかわえき）は、富山県滑川市田中新町にある富山地方鉄道本線の駅である。駅番号はT17。

## 歴史

1950年（昭和25年）4月20日竣工当時の中滑川駅

- 1914年（大正3年）2月18日：立山軽便鉄道の中滑川駅として開業[1]。
- 1917年（大正6年）6月25日：立山軽便鉄道を立山鉄道と改称する[2]。
- 1921年（大正10年）2月20日：晒屋駅に改称[3][4]。
- 1931年（昭和6年）
  - 3月18日：富山電気鉄道と立山鉄道が合併し富山電気鉄道に属する[2]。
  - 11月6日：水橋口駅（現・西滑川駅） - 滑川駅間のルート変更により、現在地に移転[4]。同時に本滑川駅に改称[4]。
- 1932年（昭和7年）3月22日：再び中滑川駅に改称[4]。
- 1943年（昭和18年）1月1日：富山県交通統合実施により、資本金1,250万円を以て佐伯宗義を社長とし富山地方鉄道株式会社が発足する[2]。
- 1950年（昭和25年）4月20日：駅舎の改築を行う[2]。
- 1954年（昭和29年）4月1日：富山地方鉄道が電鉄富山駅 - 奥田 - 東岩瀬 - 中滑川間（17.2粁）の鉄道敷設免許を申請する（富山地方鉄道海岸線）[2]。
- 1961年（昭和36年）7月17日：中滑川駅前の地下歩道が完成[5]。
- 1967年（昭和42年）10月1日：当駅における車扱貨物の取扱を廃する[2]。
- 1969年（昭和44年）7月31日：初代駅舎より45 m西側に中滑川ステーションビル（滑川農協会館）を併設する駅舎（平屋一部2階建て、建物面積1,155 m2）が竣工する。同時にホームの拡張・延伸工事完成（当時計画中であった海岸線のホームおよび本線ホームへの連結用地下道を新設）[6]
- 1973年（昭和48年）6月19日：富山地方鉄道が富山地方鉄道海岸線に係る鉄道敷設免許の廃止を申請する[2]。
- 1985年（昭和60年）11月25日：連絡運輸廃止[7]。
- 1988年（昭和63年）8月：当駅の列車集中制禦装置を更新する[8]。
- 2013年（平成25年）8月1日：滑川農協会館の老朽化による解体に伴い、先だって当駅駅舎改築工事を開始する[9][10]。
- 2014年（平成26年）3月28日：現駅舎の使用を開始する[11]。
- 2016年（平成28年）1月：旧駅舎（農協会館）の解体が完了[12]。
- 2022年（令和4年）12月：旧駅舎の跡地に複合施設「メリカ」が落成。

## 駅構造
島式ホーム1面2線を持つ地上駅で、駅舎は一部吹き抜け構造の平屋建てで瓦屋根と和風の内装が特徴。駅舎とホームはホームの北側の端につながる構内踏切で連絡しているが、旧駅舎時代は半地下構造の改札口と、ホームの南側にあった出入り口に通じる地下道で連絡されていた（地下道は旧駅舎の解体に併せて封鎖され、その後完全に埋められている）。かつては2面3線構造で駅舎寄りに3番ホームがあり、この駅から分岐して海岸線沿いに富山港線東岩瀬駅までを結ぶ計画（富山地方鉄道海岸線）があったことの名残だった。また、駅ビルに建て替えられる前の初代駅舎は木造2階建てで、現駅舎のデザインはこの初代駅舎のイメージを踏まえた物となっている。
平日の早朝および深夜を除く時間帯は駅員が配置されるが、営業を行わない時間もある。

### のりば
| のりば | 路線  | 方向       | 行先                                                               |
| ------ | ----- | ---------- | ------------------------------------------------------------------ |
| 1      | ■本線 | 上り・下り | 上市・寺田・稲荷町・電鉄富山及び電鉄魚津・電鉄黒部・宇奈月温泉方面 |
| 2      | ■本線 | 下り       | 電鉄魚津・電鉄黒部・宇奈月温泉方面（上下列車の交換時のみ使用）     |

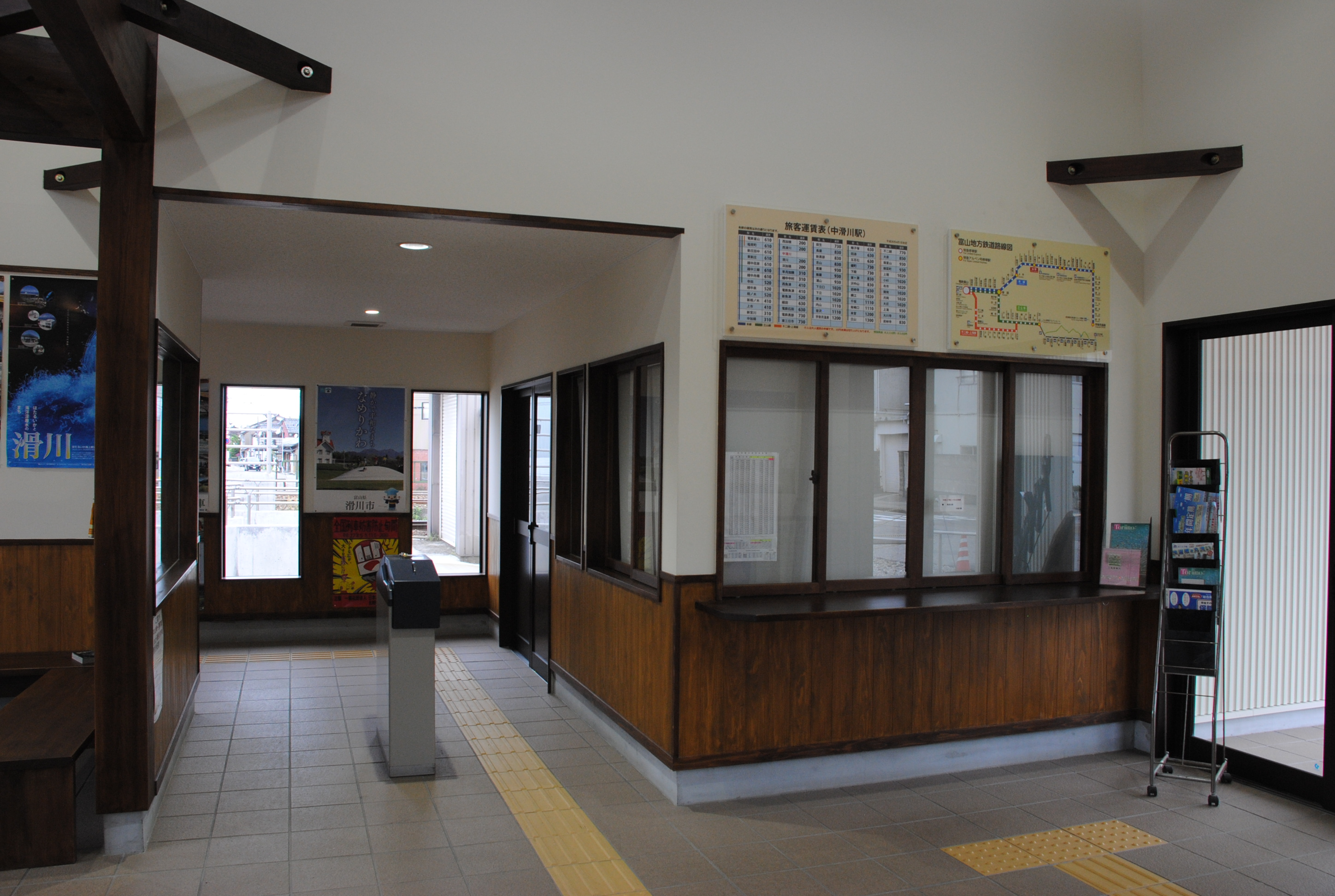
改札口（2015年5月）
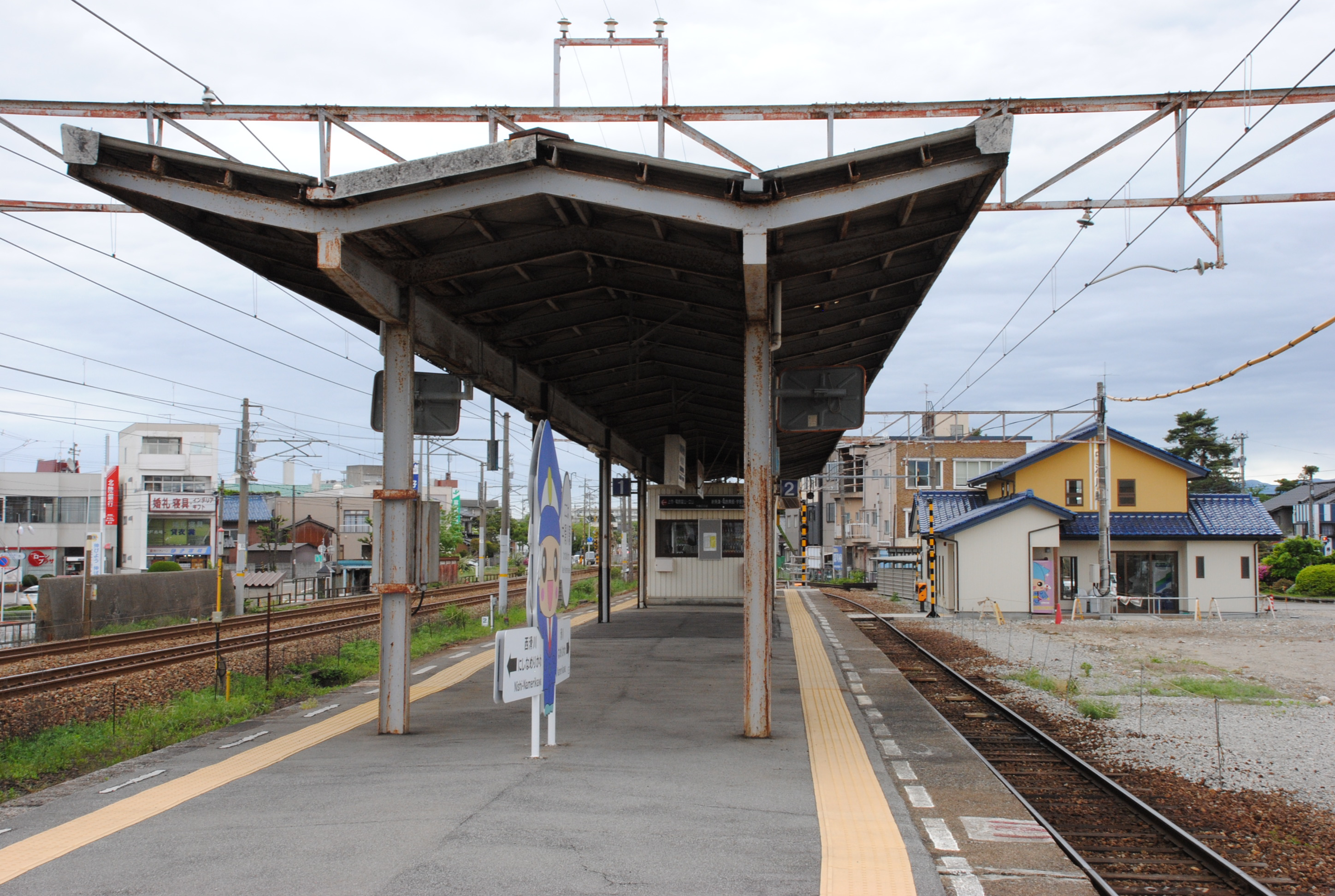
ホーム（2015年5月）

### テナント
1969年（昭和44年）に建てられた旧駅舎は現駅舎の南隣にあり、南側にあるJAアルプス滑川農協会館の事務所ビル（5階建て）に隣接しており、平屋建てで商業施設を備えたいわゆる駅ビルだった（2012年（平成24年）6月時点では3店舗のみ営業していた）。1986年（昭和61年）時点では北側にあったJAの直営スーパー「LIKE」や書店、写真店、美容院、雑貨店、飲食店、クリーニング店、後述のクレープ店など多数のテナントが入居しており、北口にロータリーとタクシー乗り場が、農協会館の事務所ビルとの境目付近に改札口があった。 2016年（平成28年）までに取り壊された後の跡地には災害時の避難施設を兼ねた複合施設「メリカ」が建てられ、2022年（令和4年）12月に落成している（前述の3番ホームも、この際に完全に解体撤去された）。
また、当時入居していたクレープ店「サンマリー」（1982年（昭和57年）創業で、当時県内でクレープ店は珍しかった）は、1985年（昭和60年）に駅ビル内に移転した後はテナントとして営業を続けていたが、駅ビルの商業施設部分の解体を踏まえて、2012年（平成24年）に上小泉に移転した。その後、2015年（平成27年）11月に女性の店主が夫を看病するために休業となり、2016年（平成28年）12月26日に店主の急逝に伴いそのまま閉店した。

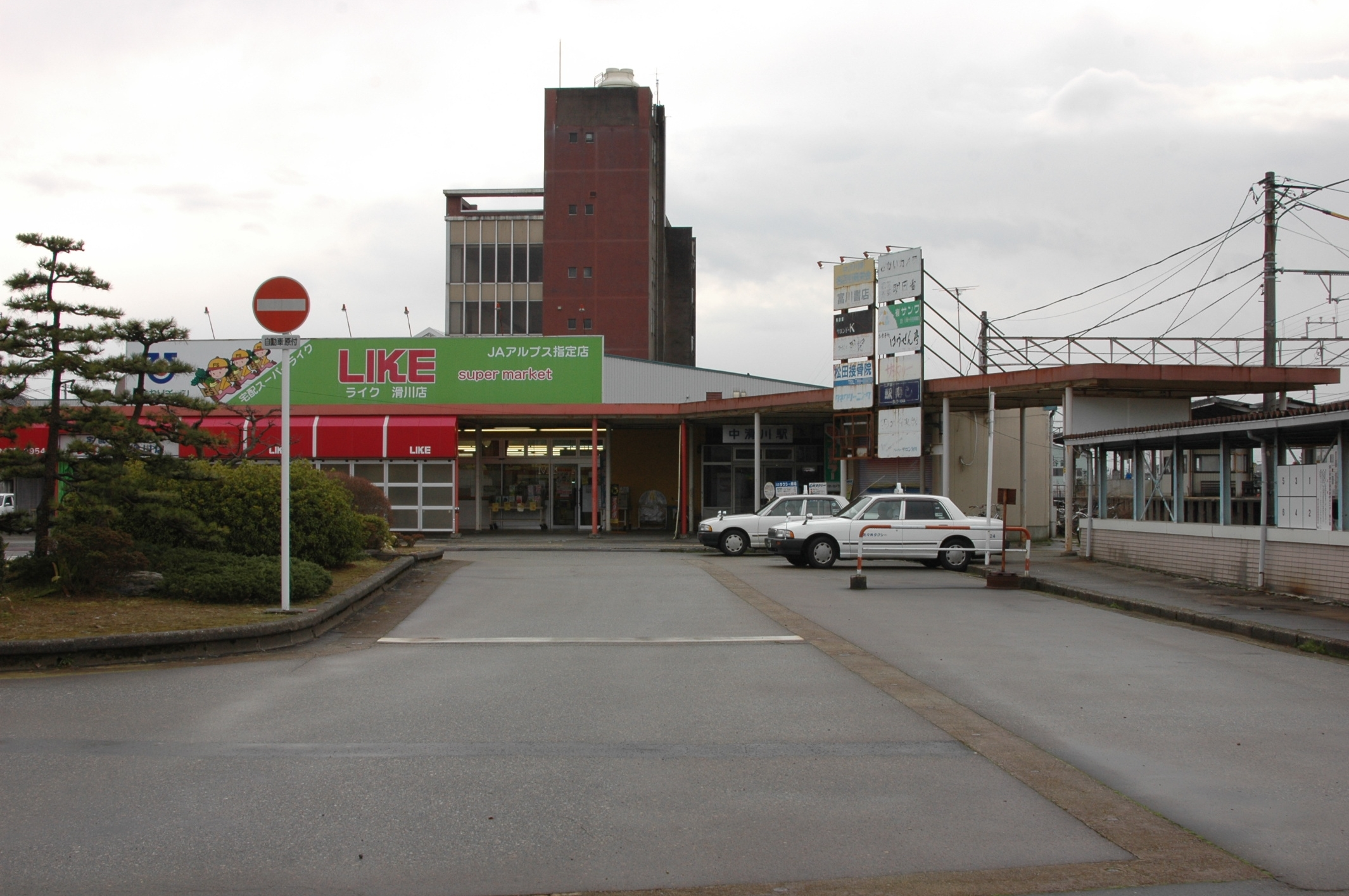
旧駅舎北口（2011年3月）
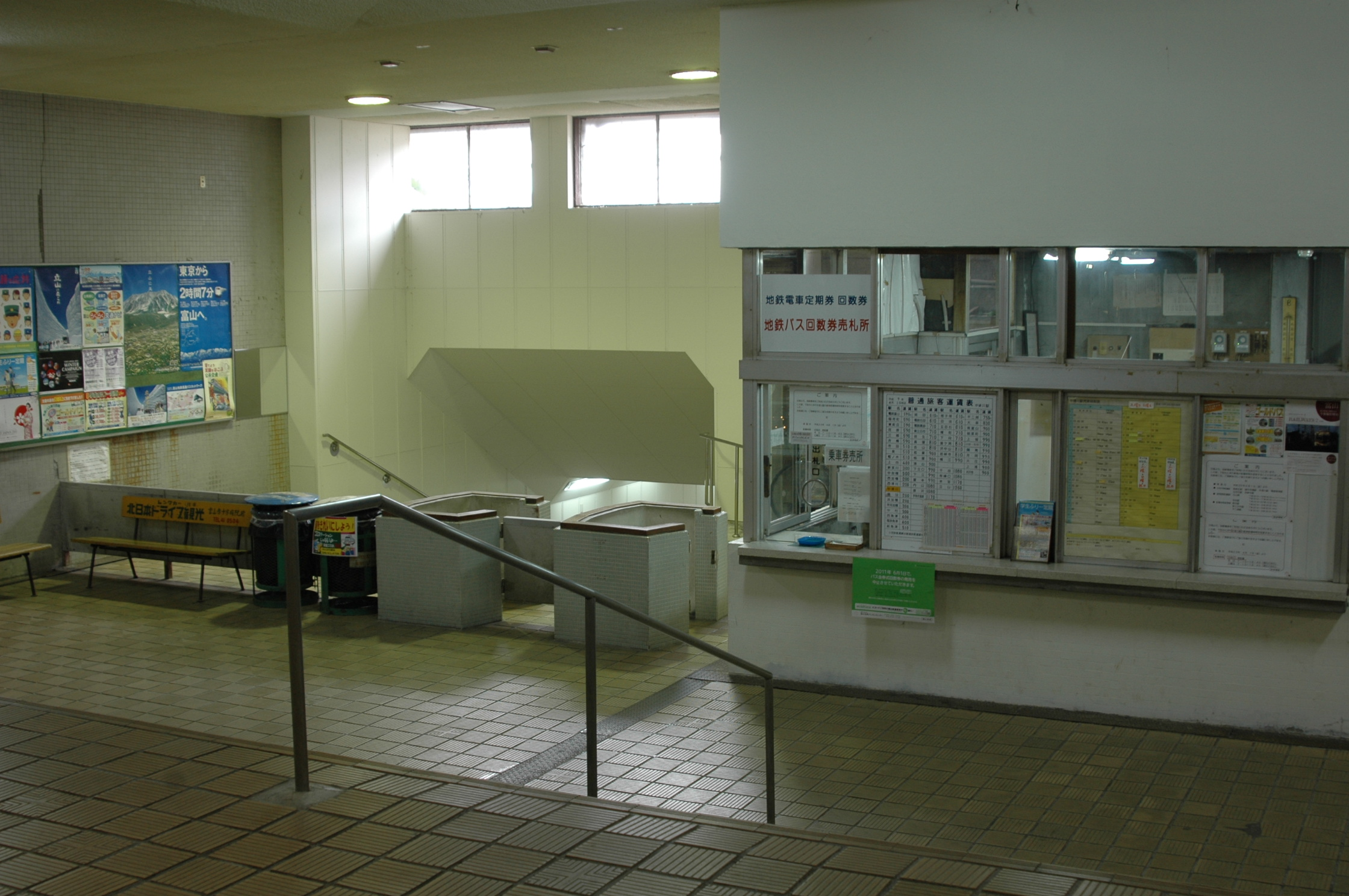
改札口（旧駅舎時代、2011年3月）
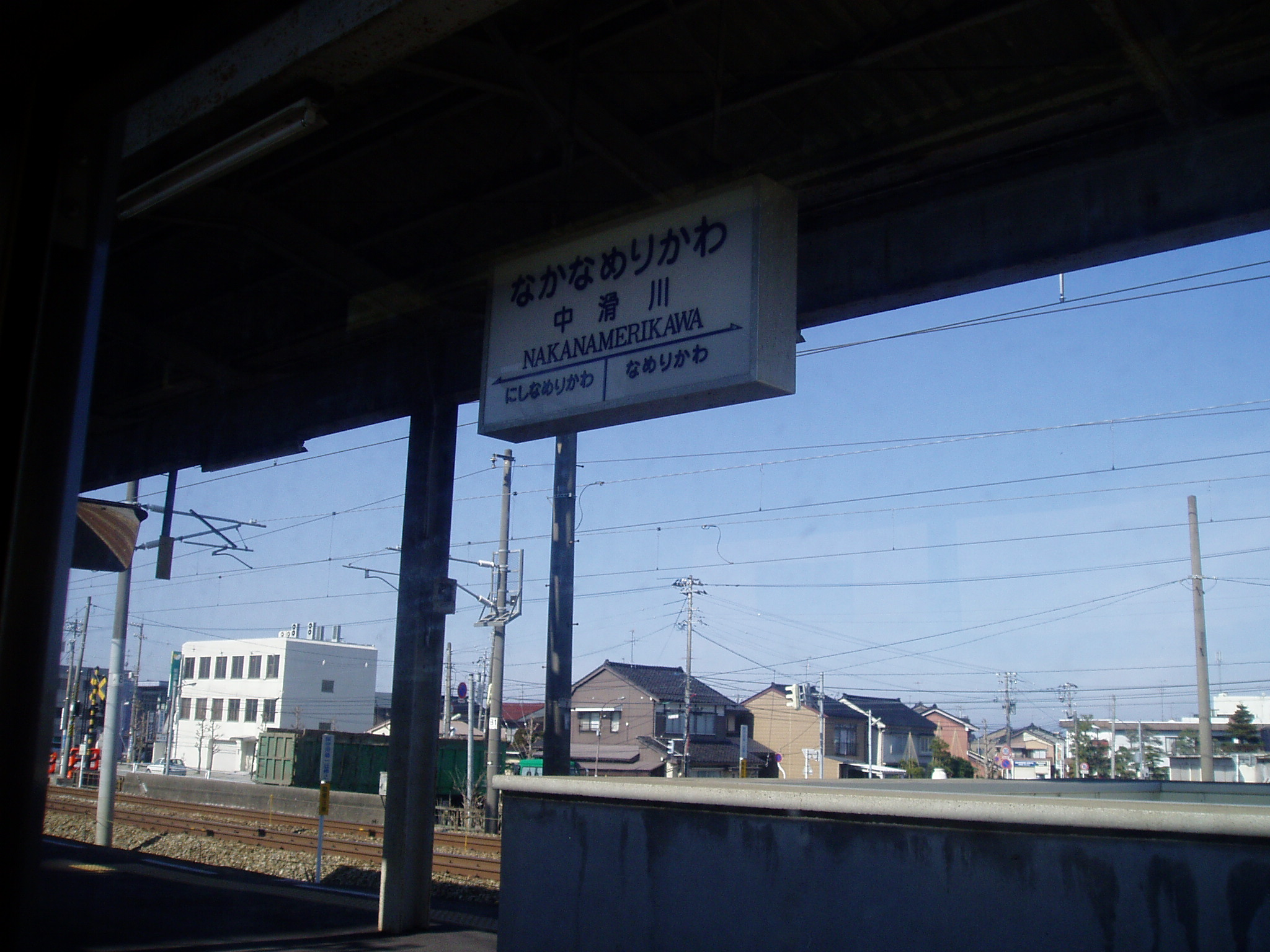
駅名標（旧駅舎時代、2008年3月）
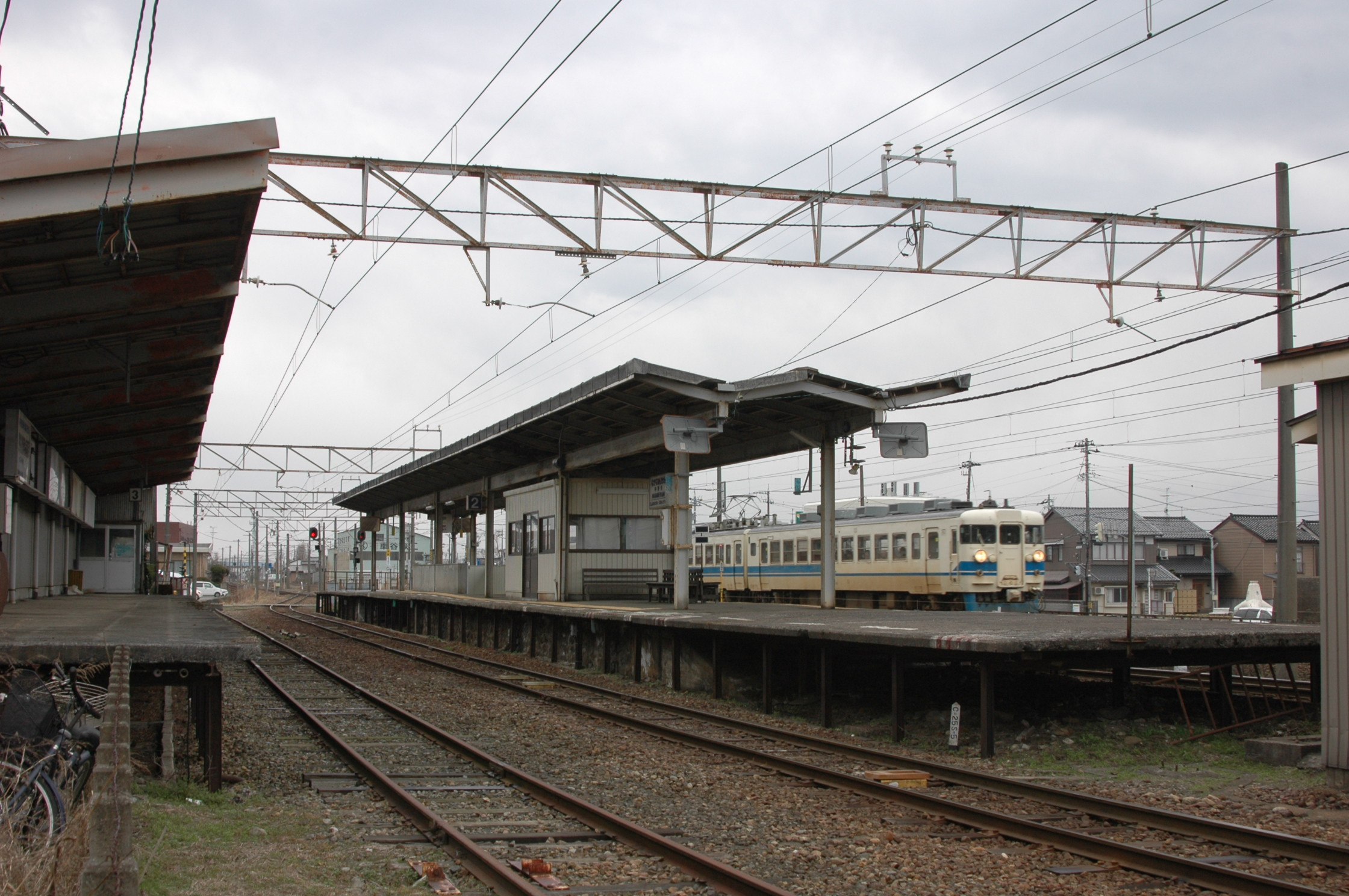
ホームと通過する北陸本線（撮影時）の457系（旧駅舎時代、2011年3月）

## 利用状況
2019年度の1日平均乗降人員は793人であった。
近年の乗降人員推移は以下の通りである。
| 年度   | 1日平均 乗降人員 |
| ------ | ---------------- |
| 1997年 | 1,058            |
| 1998年 | 977              |
| 1999年 | 898              |
| 2000年 | 855              |
| 2001年 | 816              |
| 2002年 | 828              |
| 2003年 | 759              |
| 2004年 | 731              |
| 2005年 | 753              |
| 2006年 | 760              |
| 2007年 | 757              |
| 2008年 | 750              |
| 2009年 | 742              |
| 2010年 | 741              |
| 2011年 | 750              |
| 2012年 | 760              |
| 2013年 | 732              |
| 2014年 | 738              |
| 2015年 | 770              |
| 2016年 | 775              |
| 2017年 | 796              |
| 2018年 | 808              |
| 2019年 | 793              |
| 2020年 | 670              |
| 2021年 | 664              |
| 2022年 | 676              |

## 駅周辺
すぐ西側をあいの風とやま鉄道線が並行・通過する。
- 滑川市役所
- 滑川市立寺家小学校
- 滑川商工会議所
- 滑川郵便局
- 北陸銀行滑川支店
- 富山第一銀行滑川支店
- 富山銀行滑川支店

## バス路線
駅前から地下道を通って出た所に、富山地方鉄道バスの「中滑川」停留所があり、富山駅前行と滑川駅前行が発着する。また、駅前からは、滑川市コミュニティバス「のる my car」の蓑輪ルート・大日室山ルート・小森ルート・寺町ルートが発着する。

## 隣の駅
富山地方鉄道
■本線
■アルペン特急（立山行きのみ運転）
上市駅 (T12) ← 中滑川駅 (T17) ← 電鉄魚津駅 (T23)
■急行（上りのみ運転）・■普通
西滑川駅 (T16) - 中滑川駅 (T17) - 滑川駅 (T18)